# Vol Asiana Airlines 733
Le 26 juillet 1993, un Boeing 737-500 assurant le vol Asiana Airlines 733, un vol intérieur régulier de passagers de la compagnie aérienne sud-coréenne Asiana Airlines, reliant l'aéroport international de Gimpo à l'aéroport de Mokpo (en), en Corée du Sud, s'écrase sur le versant d'une montagne lors de l'approche vers l'aéroport de Mokpo (Corée du Sud).
Il y eut 68 victimes et 48 survivants parmi les 116 passagers et membres d'équipage à bord. Il s’agit à la fois de la première perte et du premier accident mortel impliquant le 737-500. C'est également, à l'époque, l'accident aérien le plus meurtrier survenu en Corée du Sud, jusqu'à ce qu'il soit dépassé neuf ans plus tard par celui du vol Air China 129. 

## Avion
L'aéronef impliqué était un Boeing 737-5L9, immatriculé HL7229 (numéro de série 24805/1878), construit par Boeing en 1990 et livré neuf à Maersk Air, avec comme première immatriculation OY-MAB, avant d'être revendu à Asiana Airlines le 14 juin 1993. Il cumulait environ 7 301 heures de vol et 5 707 cycles (décollages/atterrissages) au moment de l'accident. Il était équipé de deux moteurs CFM International CFM56-3B1.

## Passagers et équipage
Selon la compagnie aérienne, trois passagers japonais et deux passagers américains étaient présents à bord, la plupart des passagers étaient des vacanciers en route vers une station balnéaire populaire au large de la mer Jaune.
L'équipage était composé du commandant de bord Hwang In-ki et du copilote Park Tae-hwan, ainsi que de quatre agents de bord en cabine.
| Nationalité  | Passagers | Équipage | Total |
| ------------ | --------- | -------- | ----- |
| Corée du Sud | 105       | 6        | 111   |
| Japon        | 3         | 0        | 3     |
| États-Unis   | 2         | 0        | 2     |
| Total        | 110       | 6        | 116   |

## Accident
Le vol 733 quitta l'aéroport international de Gimpo, à Séoul, à destination de l'aéroport de Mokpo (en), à 14 h 37, pour une arrivée prévue à 15 h 15. À ce moment-là, les conditions météorologiques dans la région de Mokpo et du district de Yeongam étaient caractérisées par de fortes pluies et des vents violents. Cependant, les conditions météorologiques n'étaient pas suffisantes pour retarder l'heure d'arrivée. L'équipage prévoyait alors d'atterrir sur la piste 06. 
L'avion fit sa première tentative d'atterrissage à 15 h 24, qui échoua, suivie d'une deuxième tentative d'atterrissage à 15h28, qui échoua également. À 15 h 38, après deux tentatives d'atterrissage infructueuses, l'équipage fit une troisième tentative. Le 737 disparut ensuite du radar à 15 h 41. 
À 15 h 48, le vol 733 s'écrasa sur le versant d'une montagne, le mont Ungeo, à une altitude de 800 pieds (240 m). À 15 h 50, l'épave a été retrouvée près de Masanri, dans le district de Haenam, à environ 10 km au sud-ouest de l'aéroport de Mokpo. La nouvelle a été rapportée par deux passagers survivants qui ont réussi à s'échapper de l'épave et ont couru jusqu'au village, situé en contrebas de la montagne.

## Causes de l'accident
Après le crash, Asiana Airlines a annoncé que le vol 733 avait été retardé par trois tentatives d'atterrissage et qu'il semblait s'être écrasé. 
Les pistes de l'aéroport de Mokpo n'étaient pas équipées du système d'atterrissage aux instruments (ILS) ; il n'était équipé que du VOR/DME, ce qui a conduit les pilotes à effectuer un nombre excessif de tentatives d'atterrissage, ce qui a contribué à l'accident. 
Un procureur chargé d'enquêter sur l'accident a conclu que l'appareil, ayant disparu de la trajectoire de vol normale, avait subi un impact sans perte de contrôle (CFIT), les pilotes ayant mal compris la situation. Les deux pilotes ont été tués lors de l'accident. Chung Jong-hwan, le directeur général du ministère des Transports, a également déclaré que les actions du commandant Hwang ont conduit à l'accident. 
Une enquête a révélé qu'une erreur de pilotage était la cause principale de l'accident, lorsque l'avion a commencé sa descente alors qu'il se trouvait encore au-dessus d'un terrain montagneux. 
Les enregistreurs de vol ont été retrouvés et les données ont montré qu'après la troisième tentative, l'équipage a dit à la tour de contrôle que l'avion déviait de sa trajectoire. D'après l'enregistreur phonique (CVR), le commandant Hwang a placé l'avion en dessous de l'altitude minimale de sécurité, qui était alors de 1 600 pieds (490 m), quelques secondes avant l'impact.

## Conséquences
Le crash du vol 733 est alors le premier accident mortel impliquant un avion d'Asiana Airlines. Après l'accident, la compagnie aérienne a suspendu la ligne Gimpo - Mokpo. Elle a également versé une indemnisation aux familles des victimes. 
De plus, à l'époque, le ministère des Transports prévoyait de construire l'aéroport international de Muan. Lorsqu'il a été officiellement ouvert en 2007, l'aéroport de Mokpo a été fermé et transformé en base militaire. L'accident a également amené Asiana airlines à annuler sa commande de Boeing 757-200, et à commander à la place l'Airbus A321.

## Sources
1. ↑  (en) Harro Ranter, « ASN Aircraft accident Boeing 737-5L9 HL7229 Mokpo Airport (MPK) », sur aviation-safety.net (consulté le 30 décembre 2017)
2. ↑  « Crash de San Francisco : les autres accidents mortels d'Asiana Airlines », Planet,‎ 8 juillet 2013 (lire en ligne, consulté le 30 décembre 2017)
3. ↑  Stéphanie Meyniel, « Le 26 juillet dans le ciel d’Asiana Airlines : crash du vol 733 », Air Journal,‎ 6 juillet 2010 (lire en ligne, consulté le 30 décembre 2017)